# Fontainier
Le fontainier peut désigner une personne responsable de la surveillance du réseau d'un distributeur d’eau, ou, dans les métiers d'art, une personne qui fabrique et entretient les fontaines et vasques de pierre, de même que les conduites d'eau et plus anciennement les lieux d'aisance. Autrefois, les fontainiers fabriquaient les canalisations en plomb, aujourd'hui c'est aussi la personne chargée de restaurer les canalisations de plomb de fontaines anciennes.
Le domaine de travail du fontainier est la fontainerie.
Le métier de fontainier s'apparente aujourd'hui à un agent d'exploitation, de distribution ou un ouvrier d'entretien du réseau d'eau potable et assainissement.

## Histoire
Au XIXe siècle, la fontainerie est le domaine de travail du fontainier, l'ouvrier qui établit ou qui a soin des fontaines, des pompes et des « eaux des tuyaux de conduite » et des ajutages, qui établit et qui entretient les lieux à l'anglaise - c'est-à-dire les sanitaires, etc. Le métier de fontainier se faisait en étroite collaboration avec les pompiers - mécaniciens spécialisés dans le fonctionnement des pompes - et le plombier, ouvrier spécialisé dans le travail du plomb

## Fonctions
Le fontainier exerce sa surveillance sur l’ensemble des installations du service des eaux. Il est responsable que l'eau livrée répond en tout temps aux exigences légales. Il s’assure que les installations, appareils et équipements sont installés, développés ou modifiés selon les règles de la technique, qu’ils sont régulièrement contrôlés et entretenus.

## Ancienne unité de mesure
Le pouce fontainier (ou pouce de fontainier ou encore pouce d'eau) est une unité de débit de l'Ancien Régime. Elle correspond à la quantité d'eau qui s'écoule par un orifice d'un pouce de section dans une paroi mince verticale quand le niveau de l'eau se situe un pouce au-dessus de l'orifice. Une section de un pouce correspond à un écoulement d'environ 13 litres par minute (672 pouces cubes d'eau par minute). Le demi-pouce en fournit le quart. La ligne d'eau correspond à 1/144e de pouce,.

## Fontainiers célèbres
- Francine, famille de fontainiers français d'origine italienne, créateurs des Eaux de Versailles.